# Cloche de l'église de Vaux-sur-Mer
La cloche de l'église Saint-Étienne à Vaux-sur-Mer, une commune du département de la Charente-Maritime dans la région Nouvelle-Aquitaine en France, est une cloche de bronze datant de 1638. Elle a été inscrite monument historique au titre d'objet le 17 avril 1992. 
La cloche est fondue par Jean Boutinet.
Inscription : « Le Roy Louis XIII regnant en France Messire Jacque, Evesque de Xainte et Mr Guy Lanier abbé de Vaux a fait faire cette cloche pour servir Dieu en l'église Saint Etienne de Vaux ce 28 de juin 1638. ».